# 格拉梅西公園
格拉梅西公园（英語：Gramercy Park，/ˌɡræmərsi ˈpɑrk/）是美国纽约市曼哈顿区的封闭小型私人公园，以及以此为核心的街区，格拉梅西公园历史街区。公园面积大约2英亩（0.8公顷），是纽约市仅有的两个私人公园之一，只有公园附近缴纳年费的住户才拥有钥匙，公众一般不允许入内 – 但是在公园周围的人行道上慢跑、散步和遛狗则非常流行。
1966年，格拉梅西公园历史街区被列为纽约市保护地标，纽约时报称之为“一个拒绝死亡的维多利亚时代的绅士”。
格拉梅西公园附近的街区，通常被认为是一个安静和安全的地区。

图片
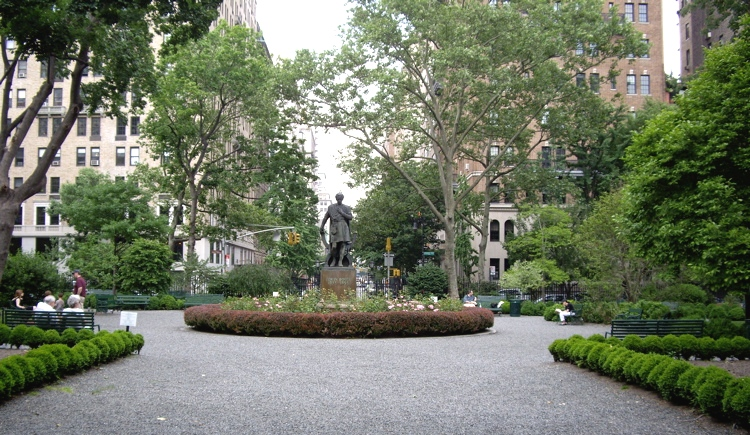
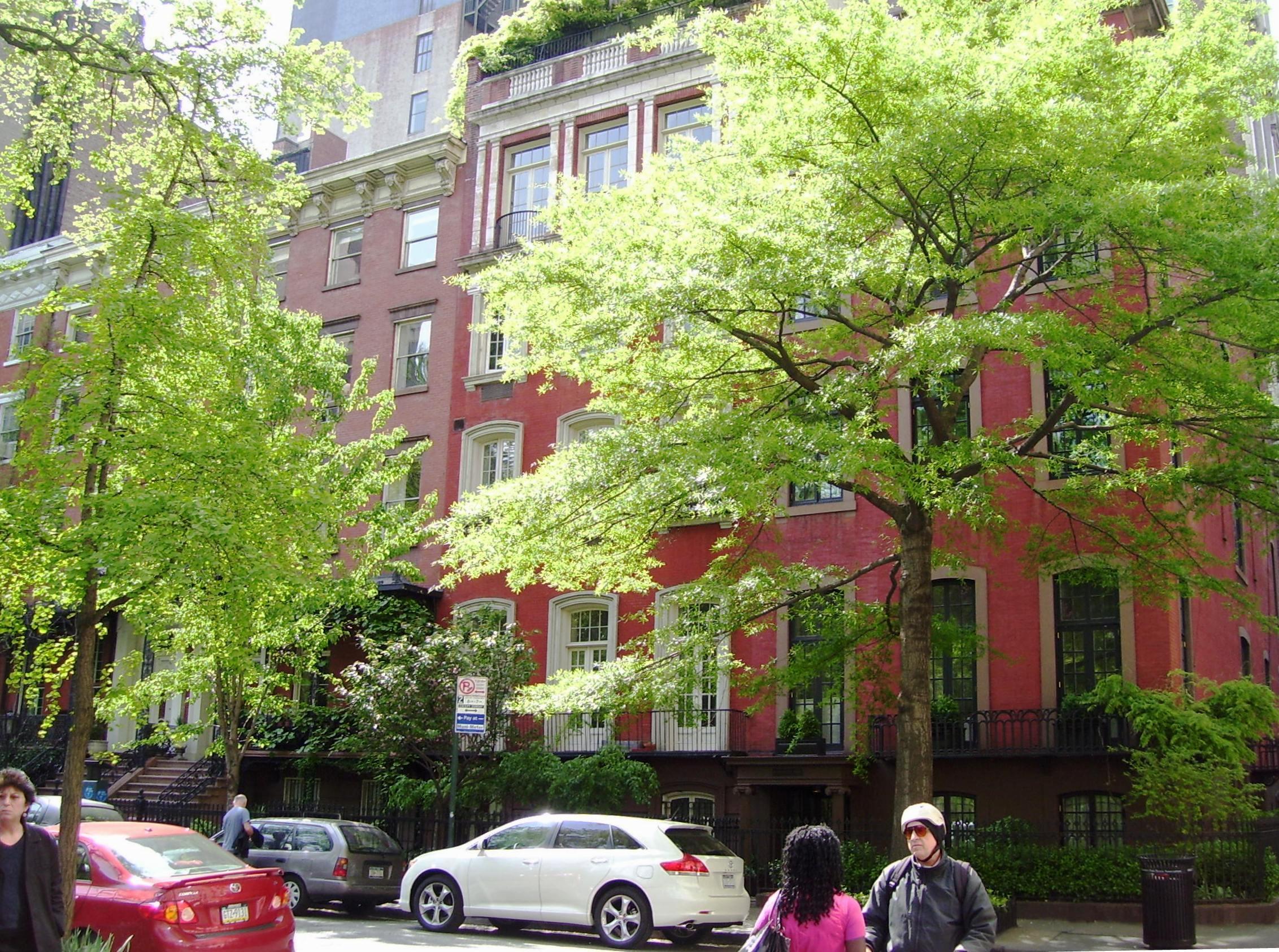
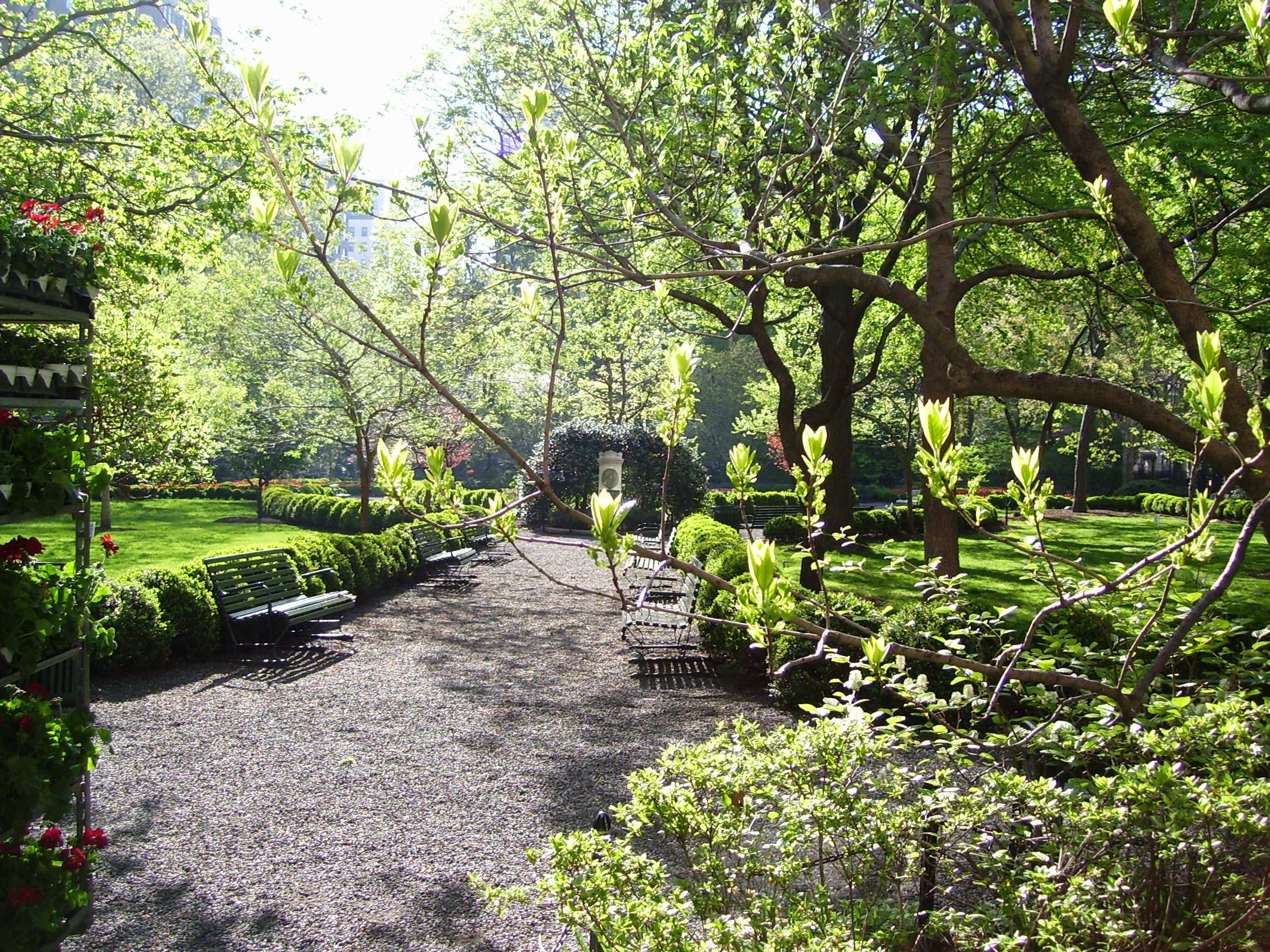
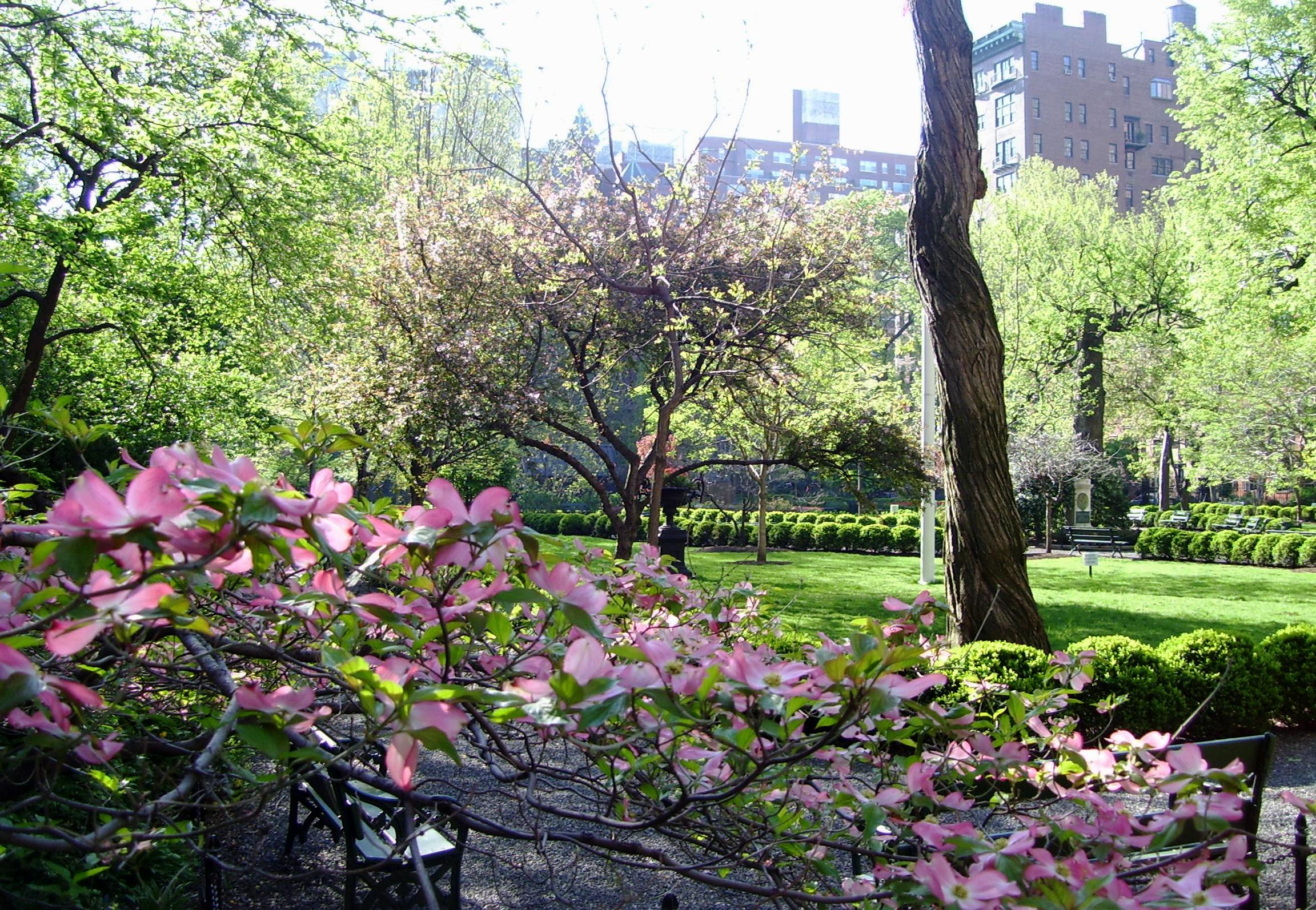
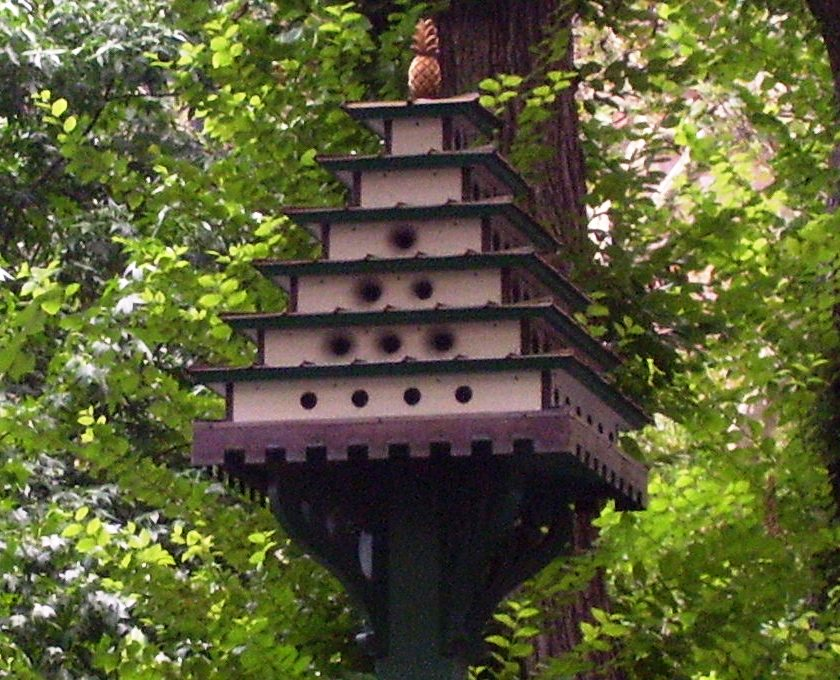
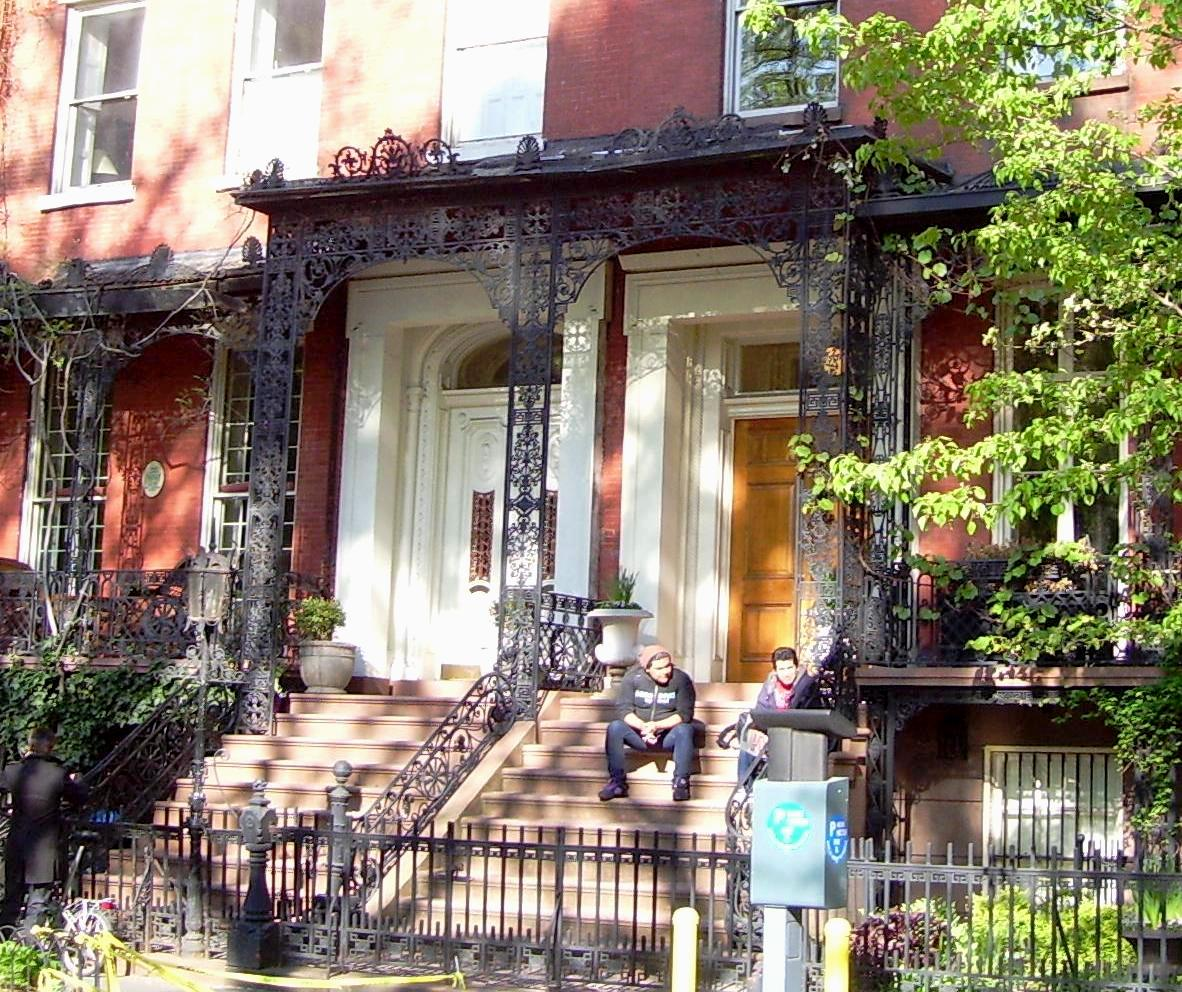
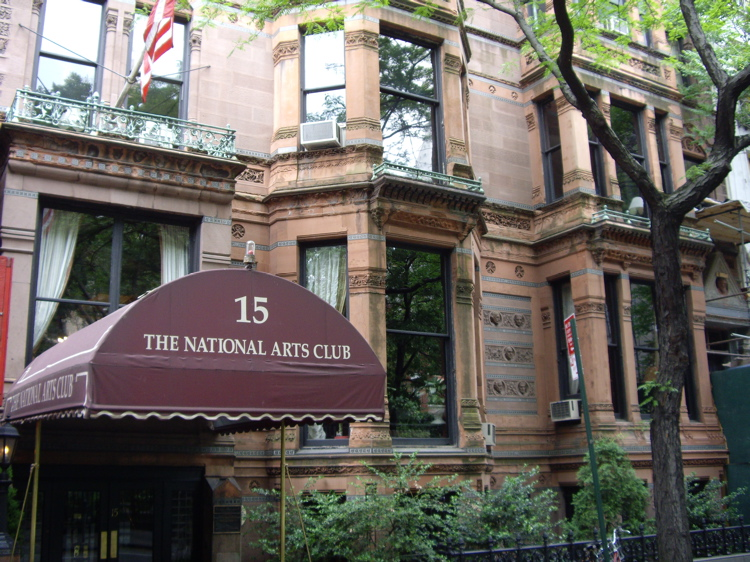
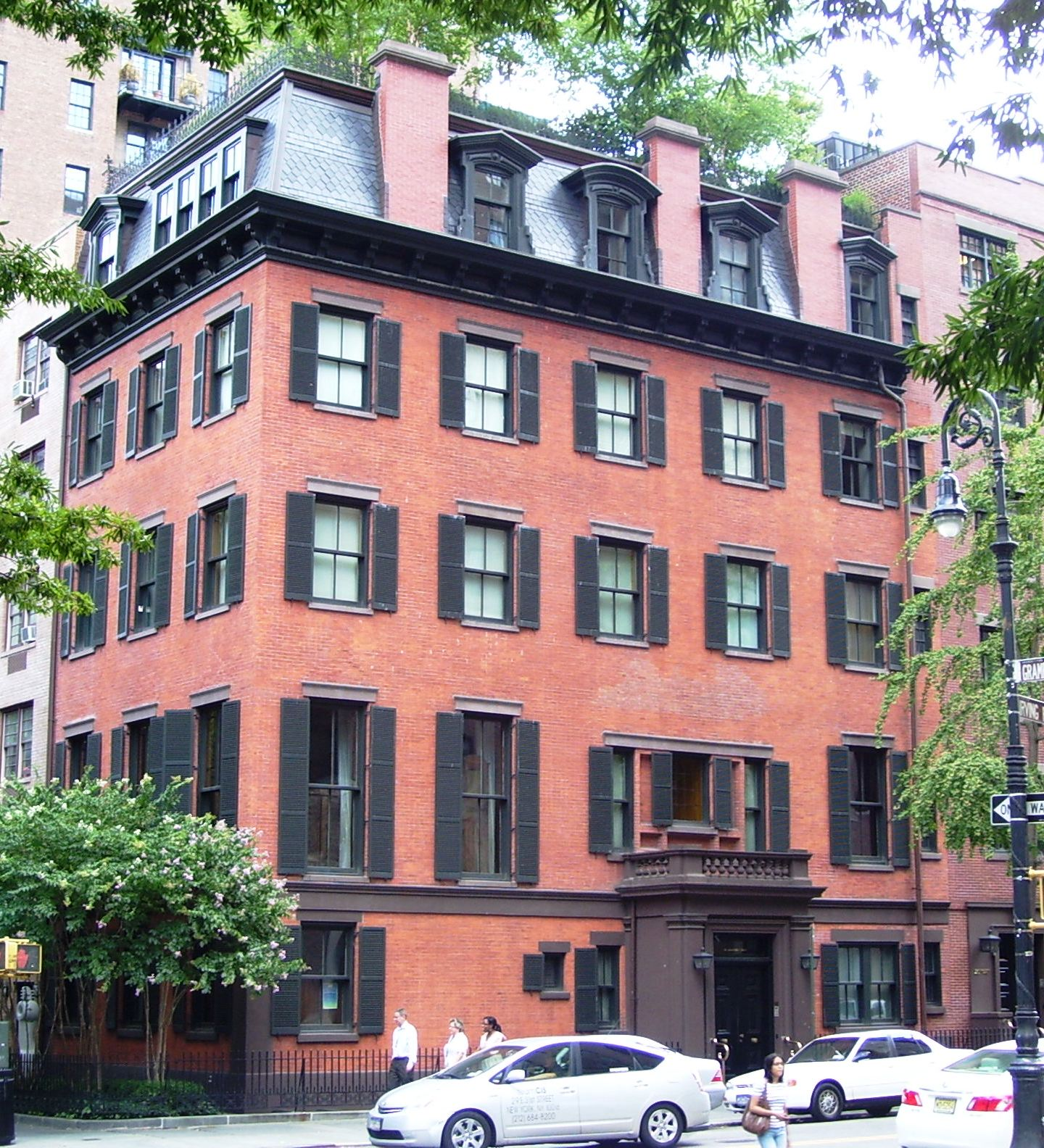
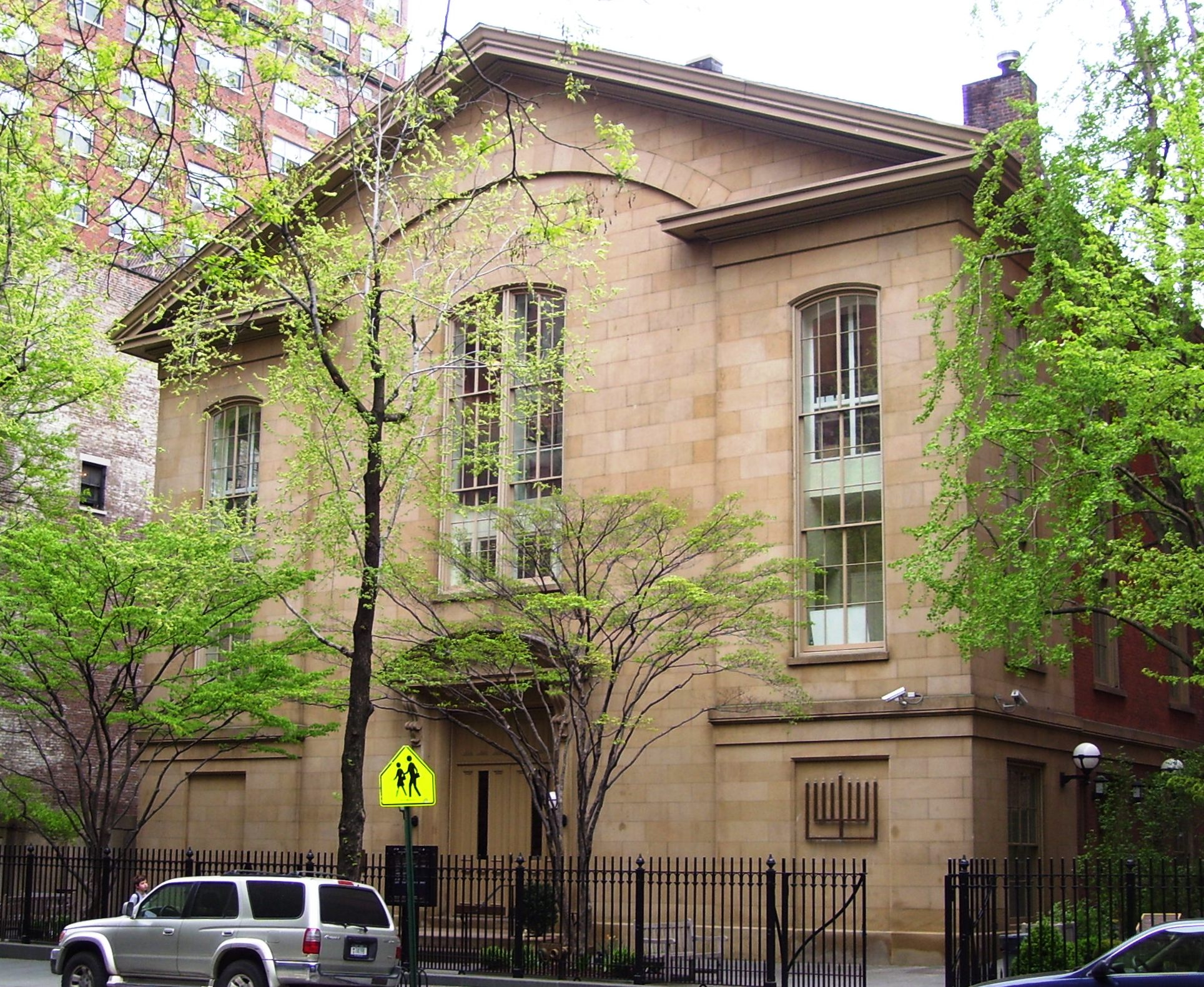
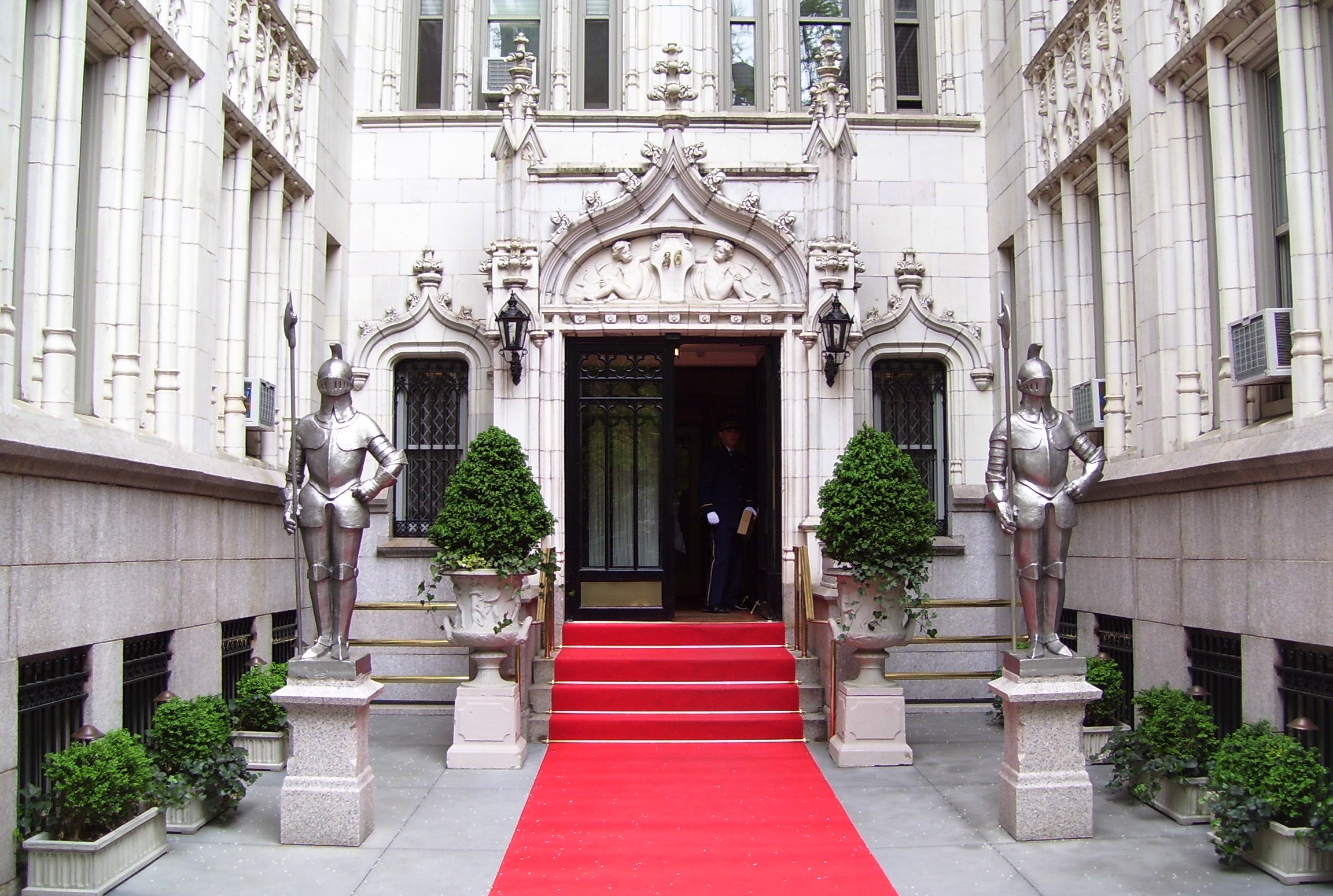